# Muséum d'histoire naturelle de La Rochelle
Pour les articles homonymes, voir Muséum d'histoire naturelle.
Le muséum d'histoire naturelle de La Rochelle est un musée d'histoire naturelle français situé dans la ville de La Rochelle, en Charente-Maritime. Il est installé dans l'ancien palais du gouverneur d'Aunis. Le bâtiment est inscrit au titre des monuments historiques par arrêté du 27 octobre 2003,. Il est membre du Réseau national des collections naturalistes (RECOLNAT).

## Historique

### Hôtel de la Tremblay puis du gouvernement

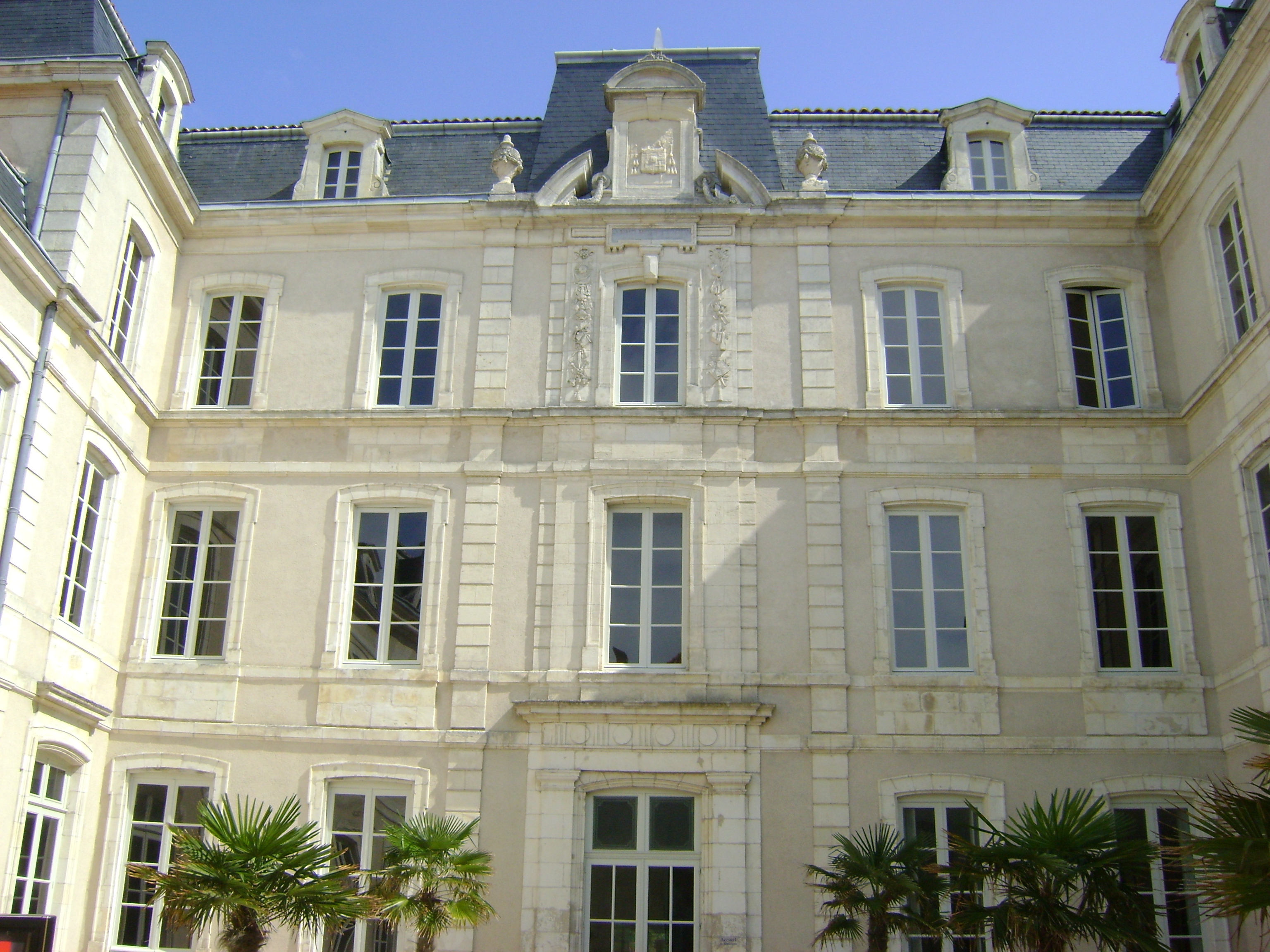
La façade donnant sur la cour.

Un hôtel particulier est construit à l'emplacement de l'ancien jardin des Jésuites pour Jouin de la Tremblay, entre 1708 et 1718, sur les plans de Claude Masse, ingénieur du roi.
La demeure devient ensuite l'hôtel des gouverneurs de l'Aunis en 1748. Les aménagements intérieurs sont réalisés par Tourneur. En 1775, la ville fait construire deux ailes, une au sud accolée à l'aile gauche de l'hôtel existant, sur le jardin du collège royal, l'autre au nord du jardin pour les dépendances et les écuries par Nicolas Marie Potain, architecte du roi, et Julien Nassivet, architecte de la ville de la Rochelle, qui avait succédé à son père, Gilles Nassivet.

### Bibliothèque et muséum

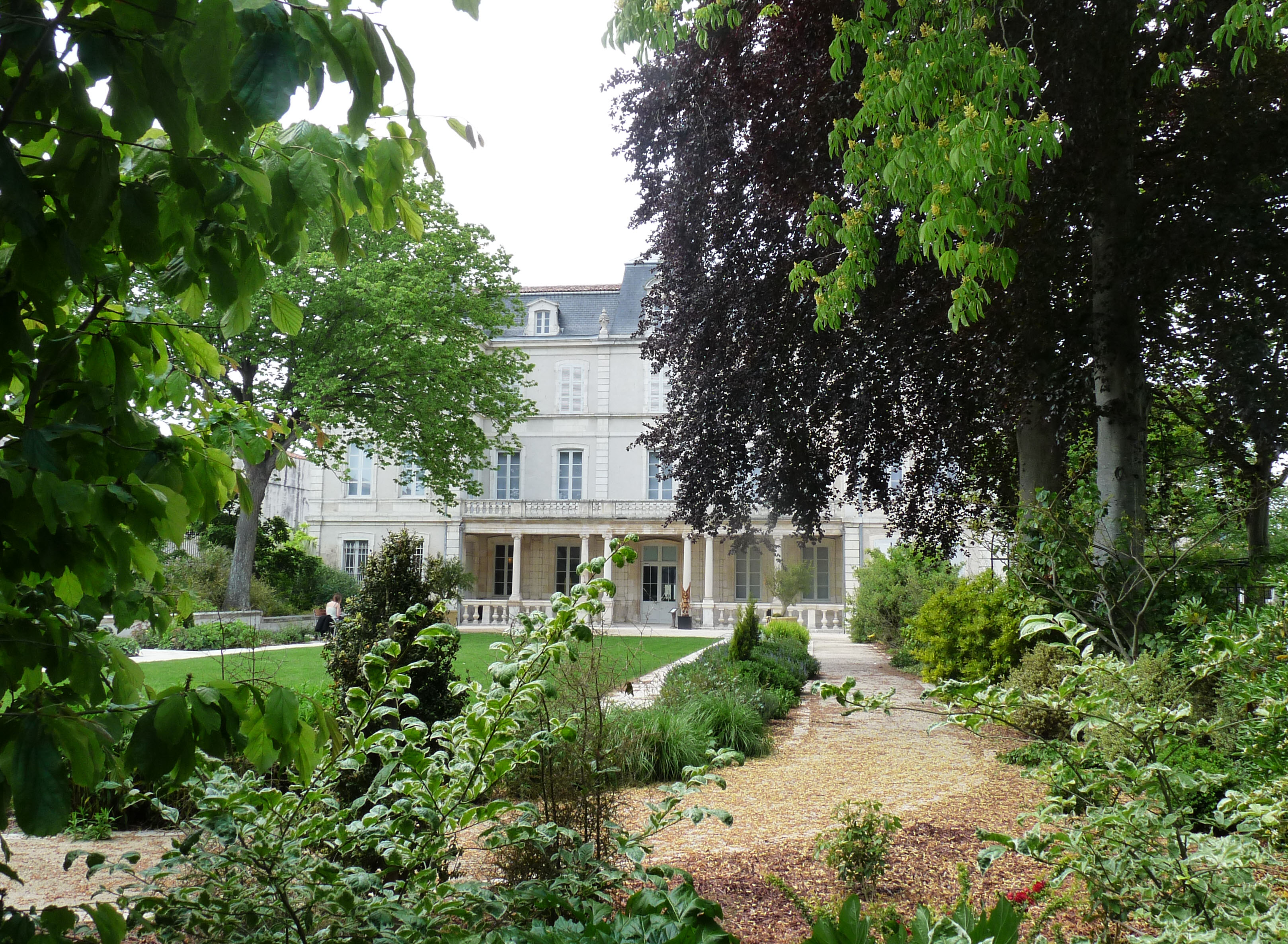
Côté jardin.

Quand Napoléon Ier passe à La Rochelle, en 1808, il donne à la ville les deux ailes pour y installer la bibliothèque publique. L'aile gauche de l'hôtel est réaménagée en 1832 pour y installer les collections d'histoire naturelle données en 1782 à l'Académie des belles-lettres, sciences et arts de La Rochelle par Clément de la Faille qui devient le « muséum Lafaille ». Le jardin est aménagé en jardin botanique.
En 1852, Louis-Benjamin Fleuriau de Bellevue lègue la majeure partie de ses collections d’histoire naturelle et d’ethnographie, ainsi que sa bibliothèque, au Muséum de la ville. Le « musée Fleuriau » est ouvert dans le corps de bâtiment nord.

### Palais épiscopal
En 1874, Mgr Tomas, évêque de La Rochelle, achète l'hôtel de la Tremblay pour en faire l'évêché jusqu'en 1903. Un nouveau décor y est réalisé, qui subsiste encore.

### Rachat par la ville
Le palais épiscopal est racheté par la ville en 1910 pour permettre l'extension des musées et du jardin botanique. L'aile droite est prolongée en 1914 jusqu'à la rue Albert-Ier, le long de la rue Alcide-d'Orbigny. Le cabinet Lafaille est agrandi en 1920, puis restauré entre 1958 et 1960. Le dolmen de La Jarne est remonté dans le jardin des plantes.
Le muséum ferme en 1998 pour une nouvelle restauration. Les travaux, dont le montant s'élève à 14,4 millions d'euros, permettent de créer des réserves climatisées, de réaménager le jardin et surtout de doubler la surface d'exposition (2 300 m2) par rapport à celle qui existait autrefois, en l'augmentant aussi d'un auditorium pour les conférences. Le muséum rouvre le 27 octobre 2007.
Entre-temps, les bâtiments sont inscrits au titre des monuments historiques le 27 octobre 2003.

## Collections

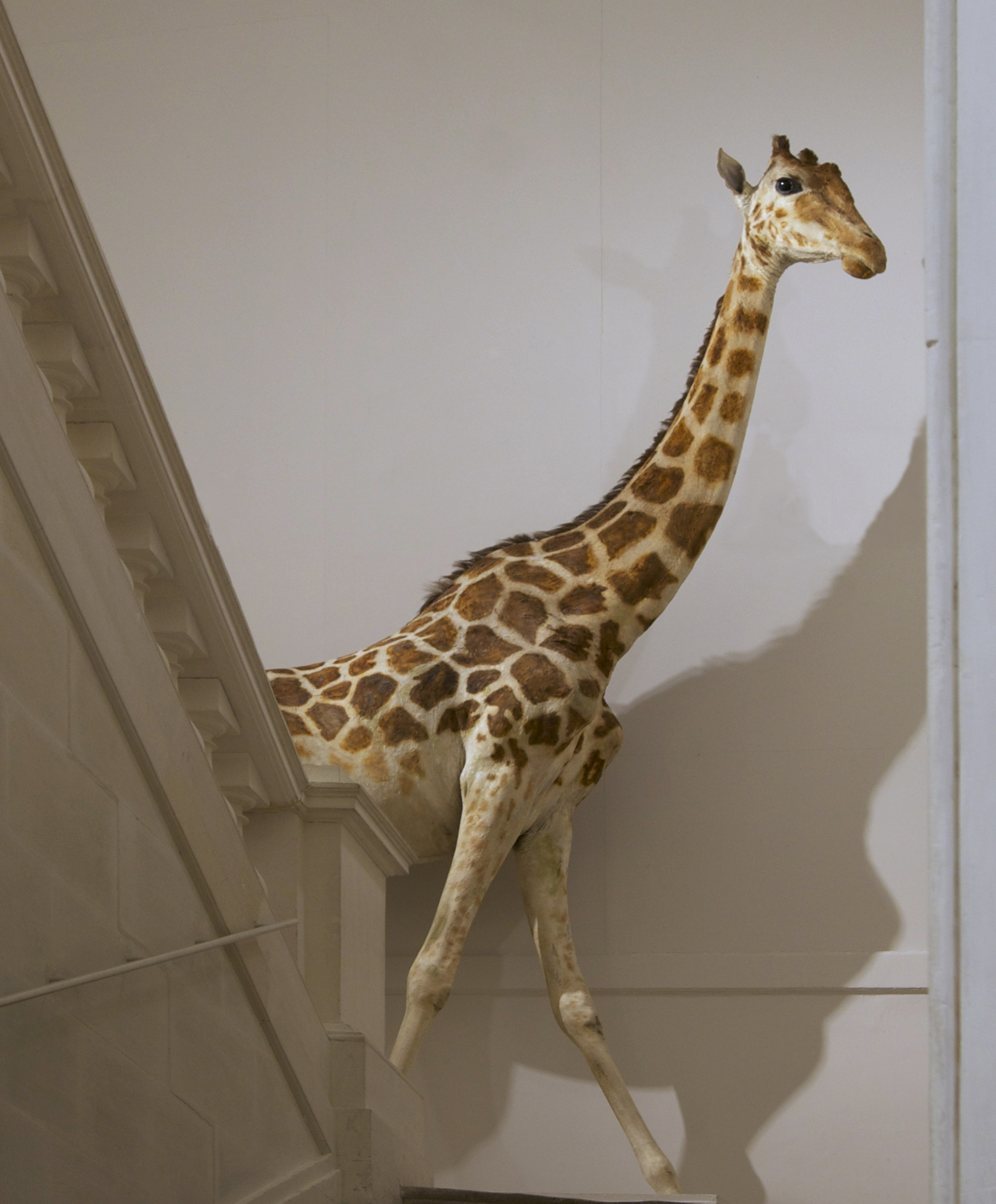
La girafe offerte à Charles X par Méhémet Ali. Elle devient « Zarafa » dans le film de Rémi Bezançon et Jean-Christophe Lie.

Le muséum offre 2 300 m2 d'exposition répartis en deux domaines, histoire naturelle et ethnographie, très bien représentés par des collections de première importance en raison de la qualité des anciennes collectes dont certaines proviennent de marins du XIXe siècle et d'explorateurs de la région, tandis que d'autres proviennent de grandes collections comme celle d'André Breton.

### Collections d'histoire naturelle
Présentes depuis le XVIIIe siècle, les collections d'histoire naturelle sont le fonds du muséum. Un choix de pièces qui correspondent aux premières collections est placé aujourd'hui au rez-de-chaussée dans un cabinet de curiosités. Celui-ci a été parfaitement restauré avec sa couleur initiale rouge corail. Le cabinet Lafaille constitue le plus ancien cabinet d'histoire naturelle de France.
- Au rez-de-chaussée : le territoire littoral, comme espace de vie pour les plantes et les animaux, avec déjà de nombreux animaux naturalisés ;
- Au 1er étage : les collections de zoologie, avec de très nombreux animaux naturalisés, dont la girafe offerte à Charles X par Méhémet Ali (cette histoire a servi à l'interprétation libre d'un film d'animation : Zarafa) ;
- Au 1er étage, salle 13 : le cabinet de dessin ;
- Au sous-sol : les collections de paléontologie[5] et géologie, avec un bel échantillonnage des fossiles des mers primaires et tertiaires ainsi qu'une collection de minéraux.

Rez-de-chaussée et premier étage : biologie : zoologie, botanique et environnement
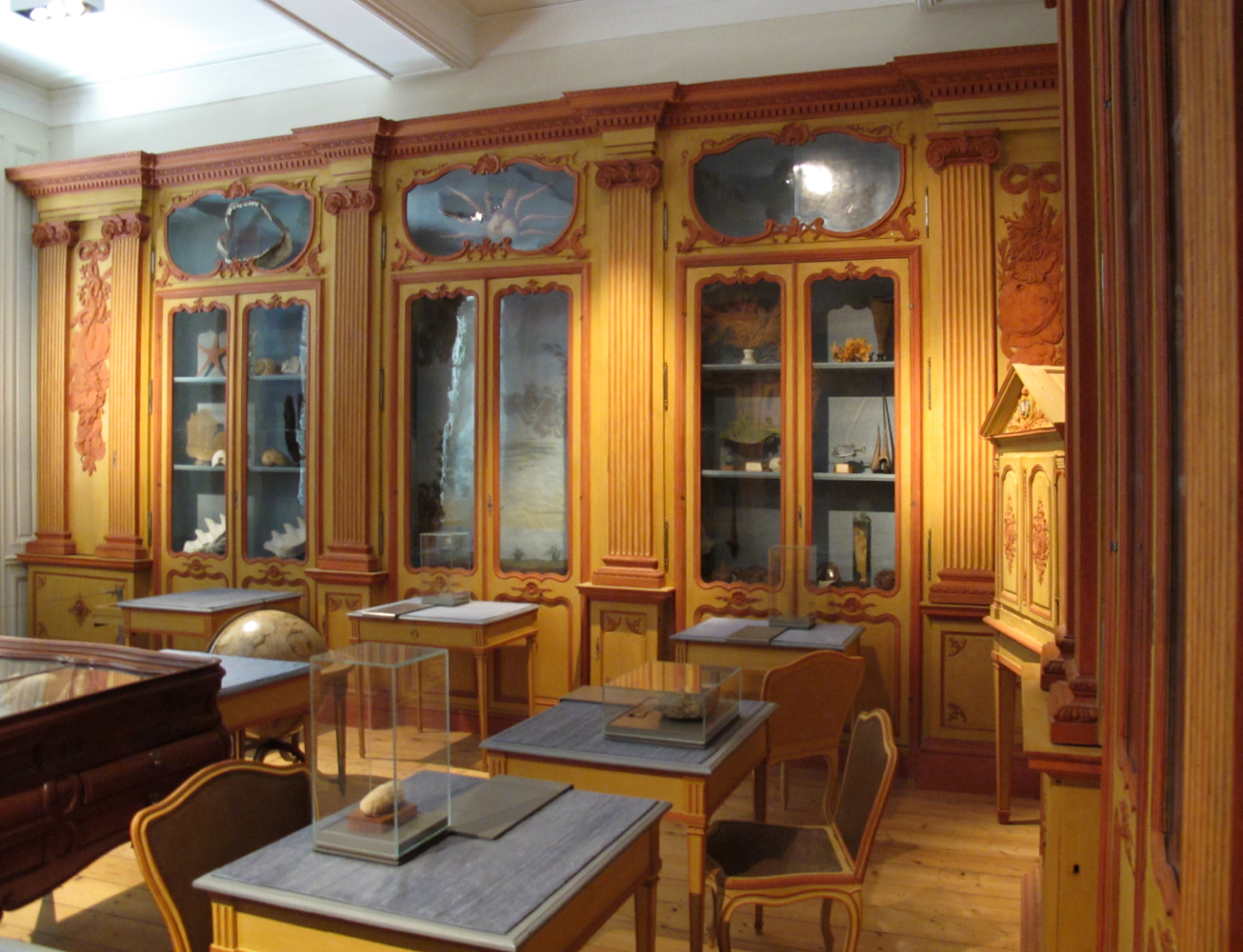
Cabinet de curiosités du naturaliste Clément Lafaille, après 1766. Style Transition, Style Louis XVI et néoclassique. Rez-de-chaussée.
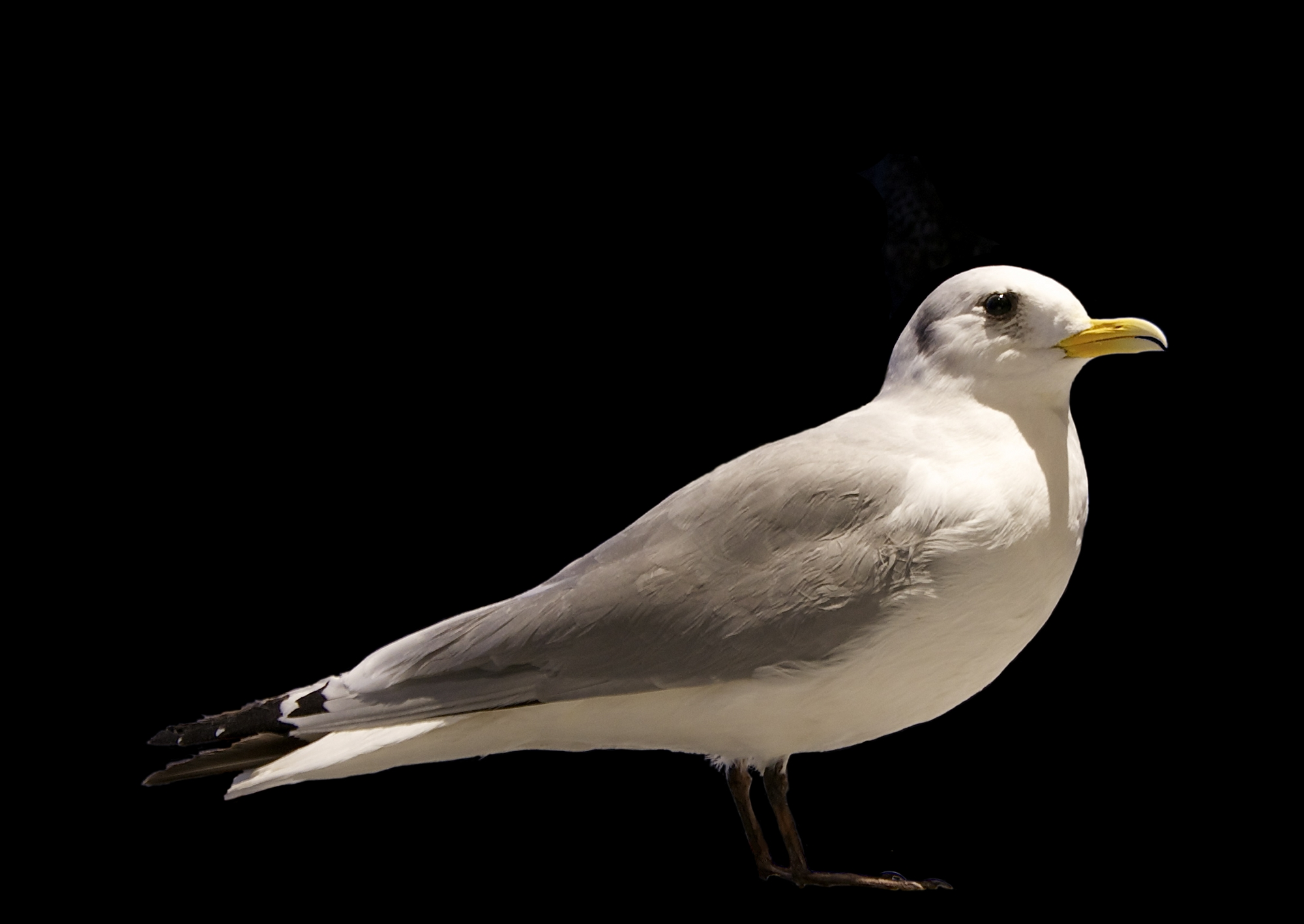
Rissa tridactyla, (Linnaeus 1758), Mouette tridactyle. Spécimen naturalisé, rez-de-chaussée, salle 2 : Marais littoraux
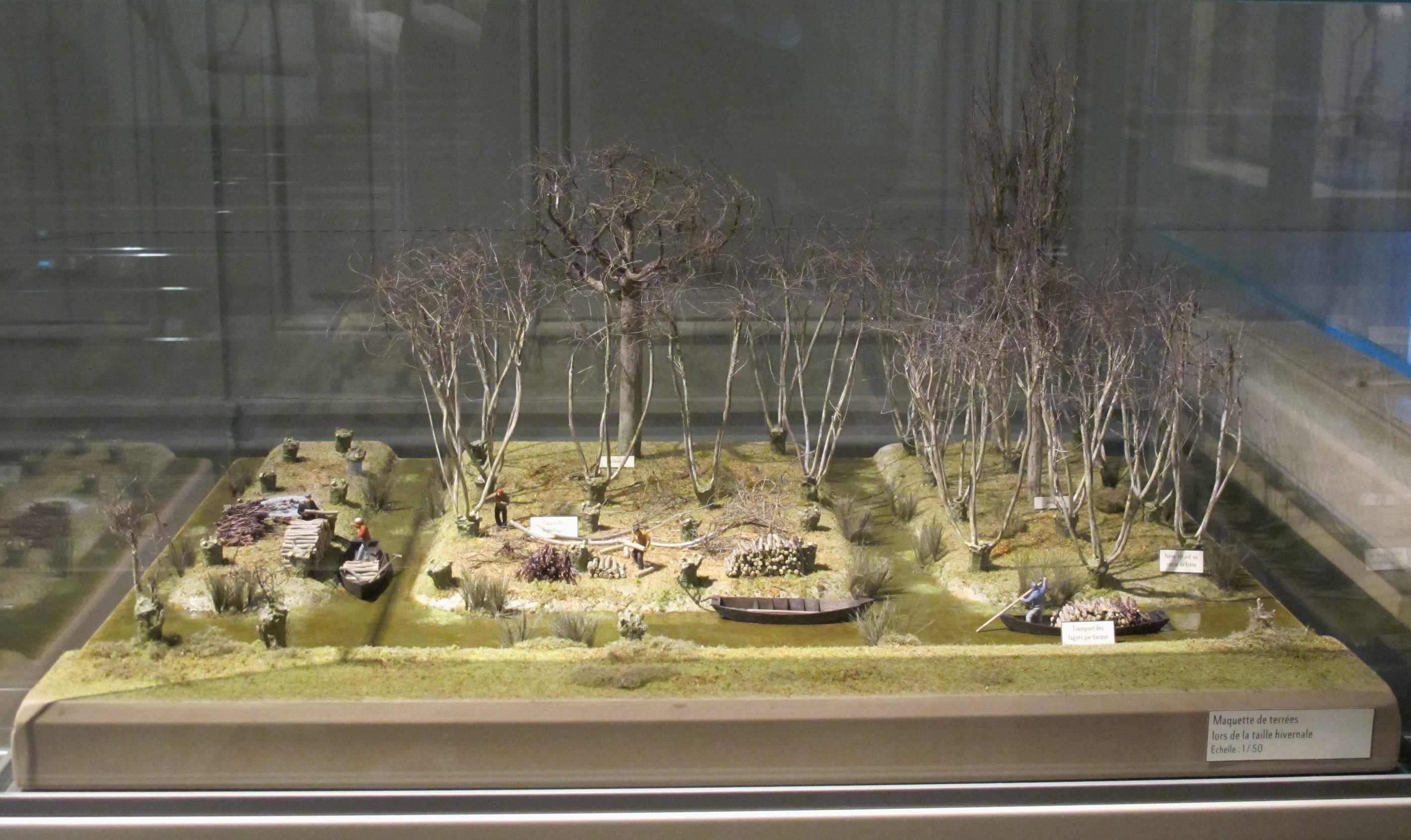
Terrées (Terme rural : Petite pièce de terre, exhaussée par ce qu'on retire de larges et profonds fossés qui l'entourent. Littré). Maquette, salle 2: Marais littoraux
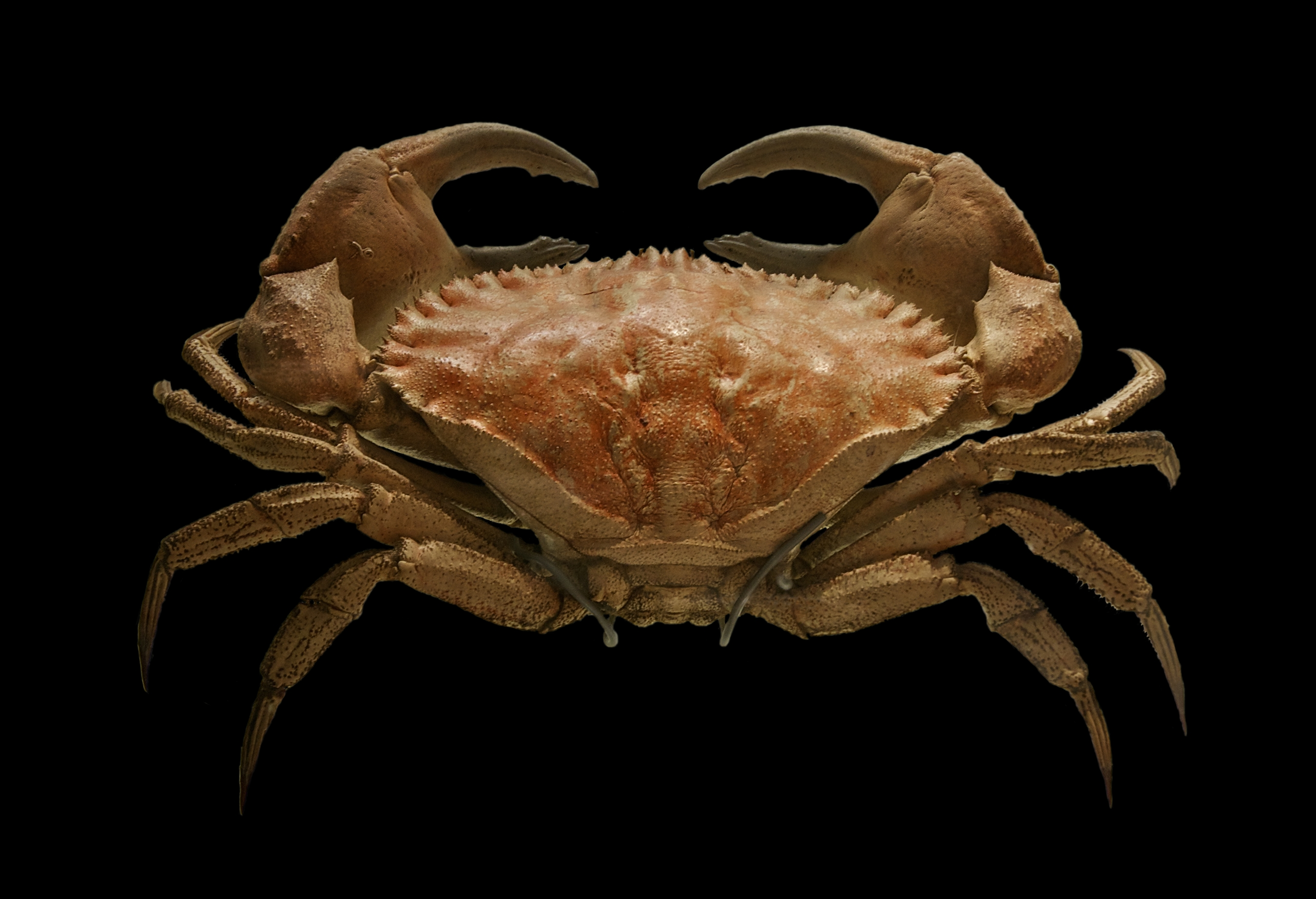
Cancer bellianus (Johnston 1861). Tourteau denté. Spécimen naturalisé. Rez-de-chaussée.
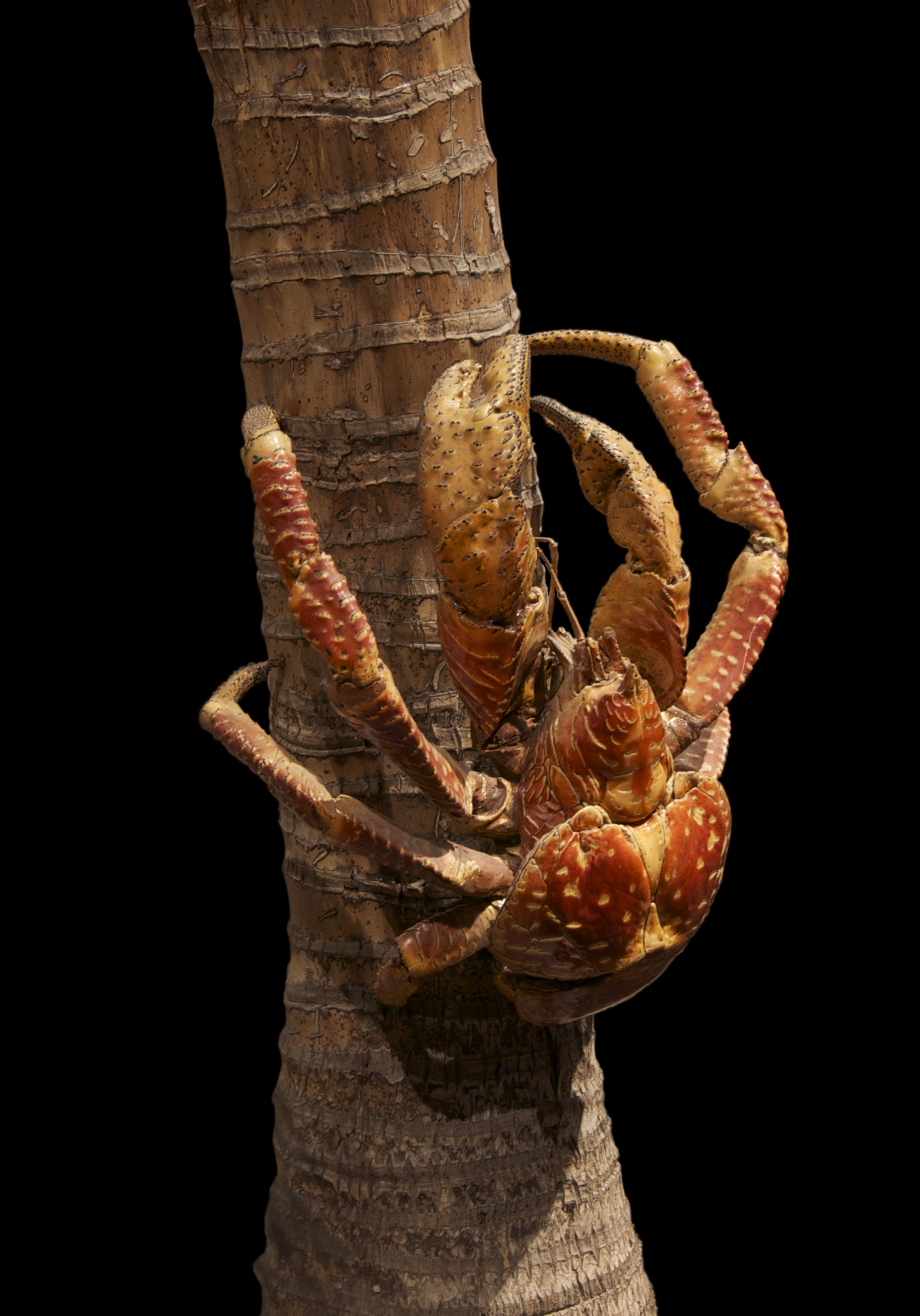
Crabe de cocotier, Birgus latro (Linnaeus 1777). Specimen naturalisé. Rez-de-chaussée.
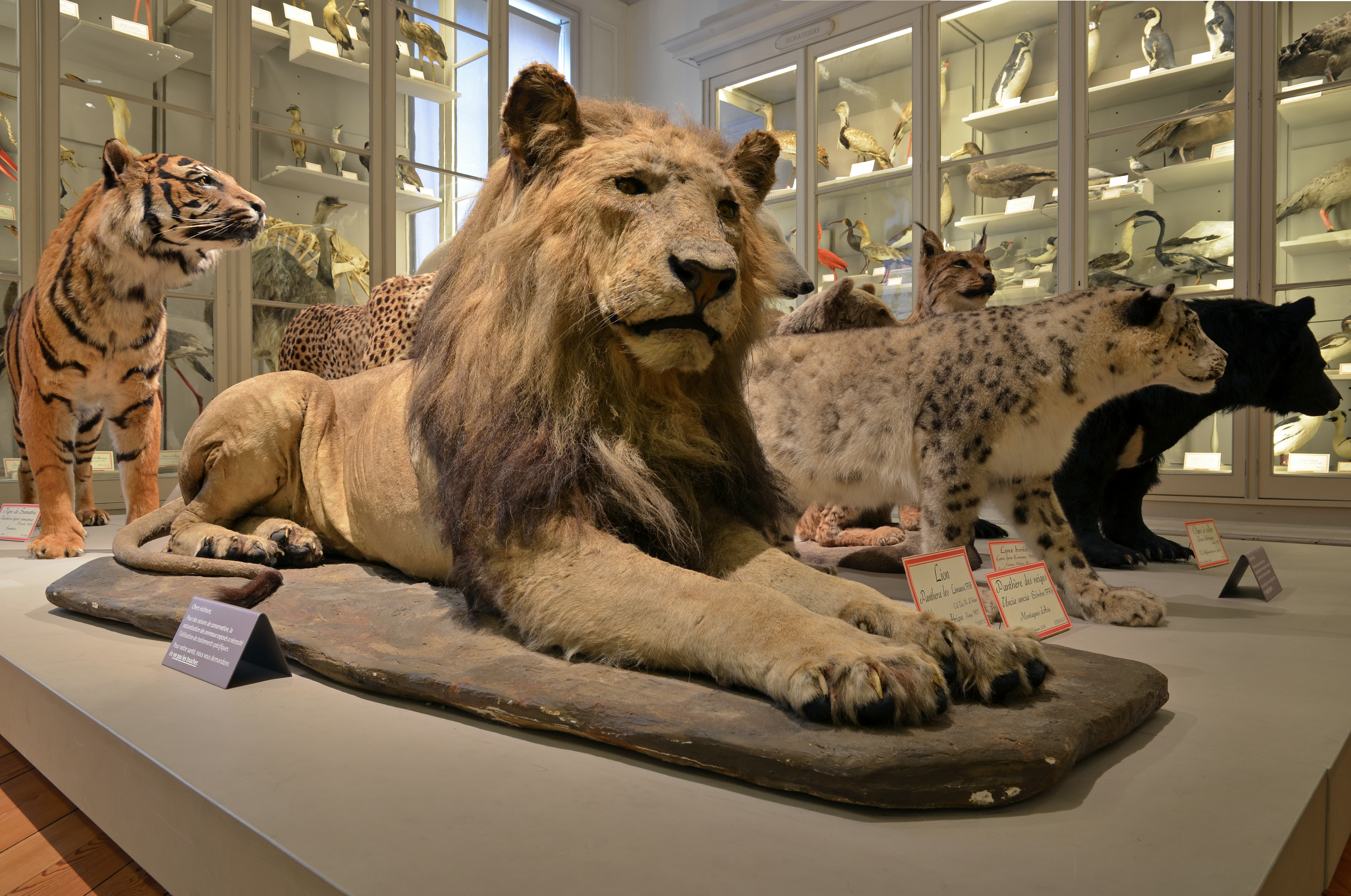
Le lion (Kenya, 1931) entre le tigre de Sumatra et la panthère des neiges, 1er étage.
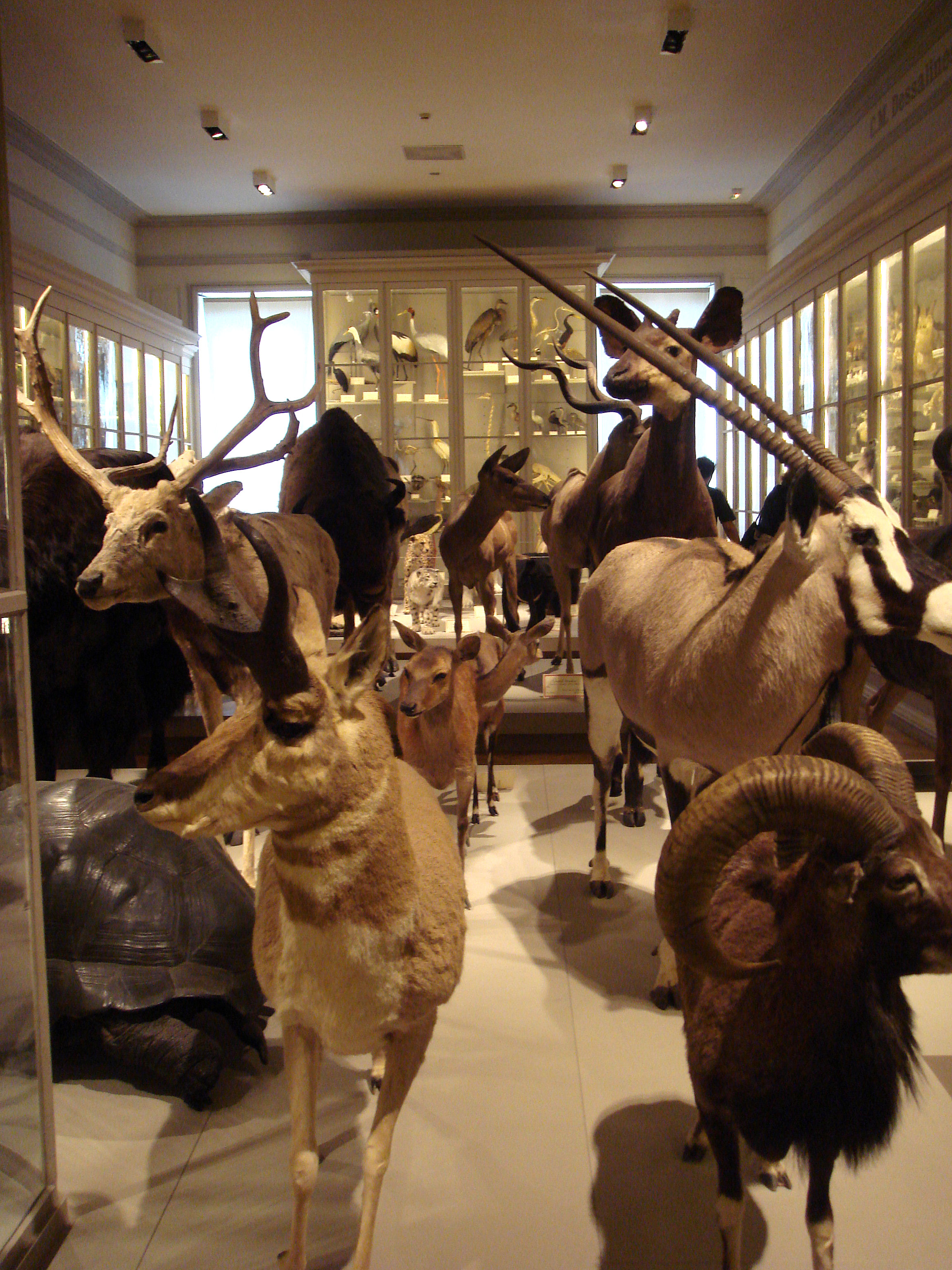
Galerie de zoologie, 1er étage, salle 9.
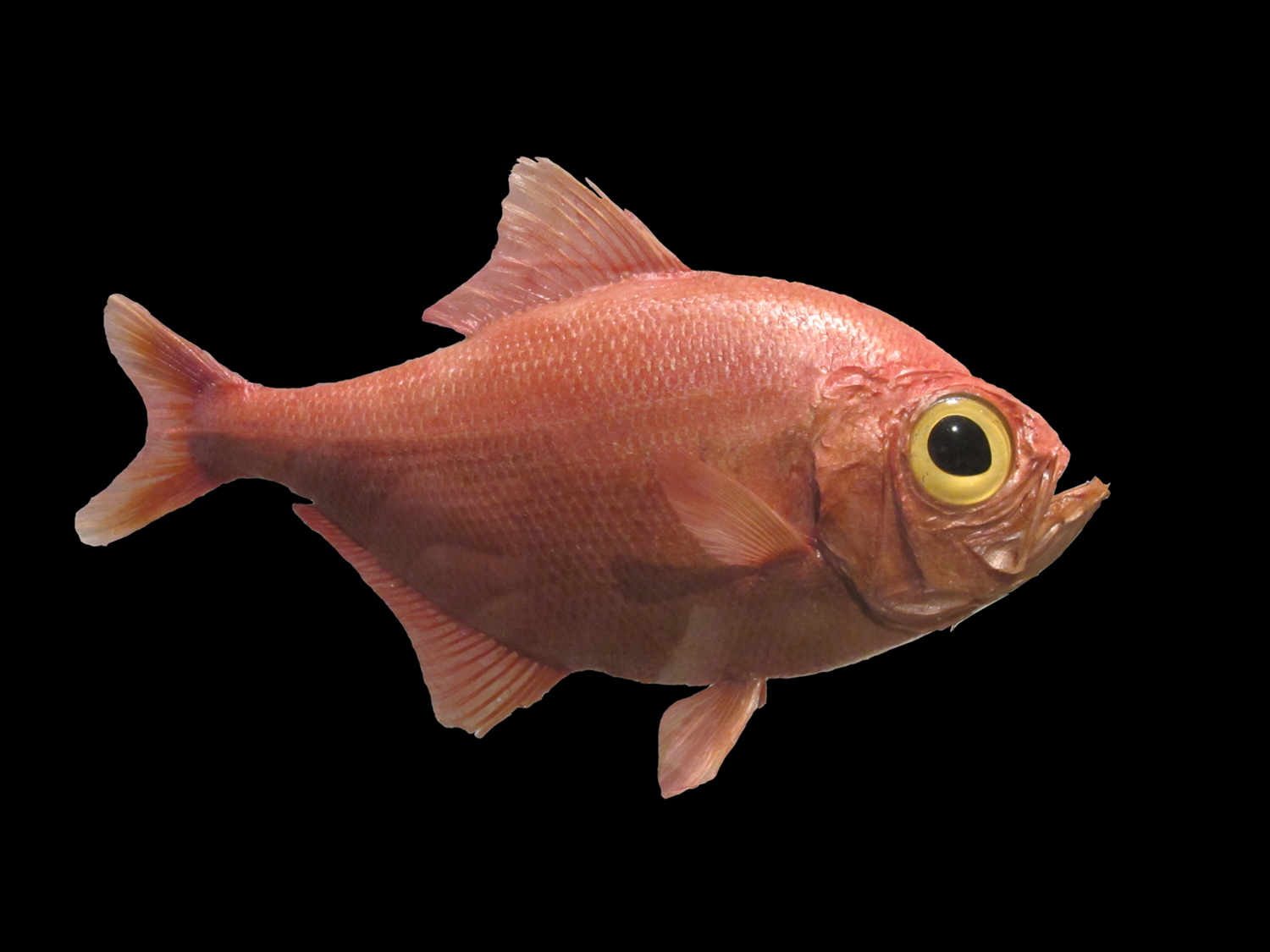
Dorade rose ou Beryx commun, Beryx decadactylus (Cuvier, 1829). Poisson osseux prédateur macrophage ("gros mangeur"). Ier étage, salle 10.
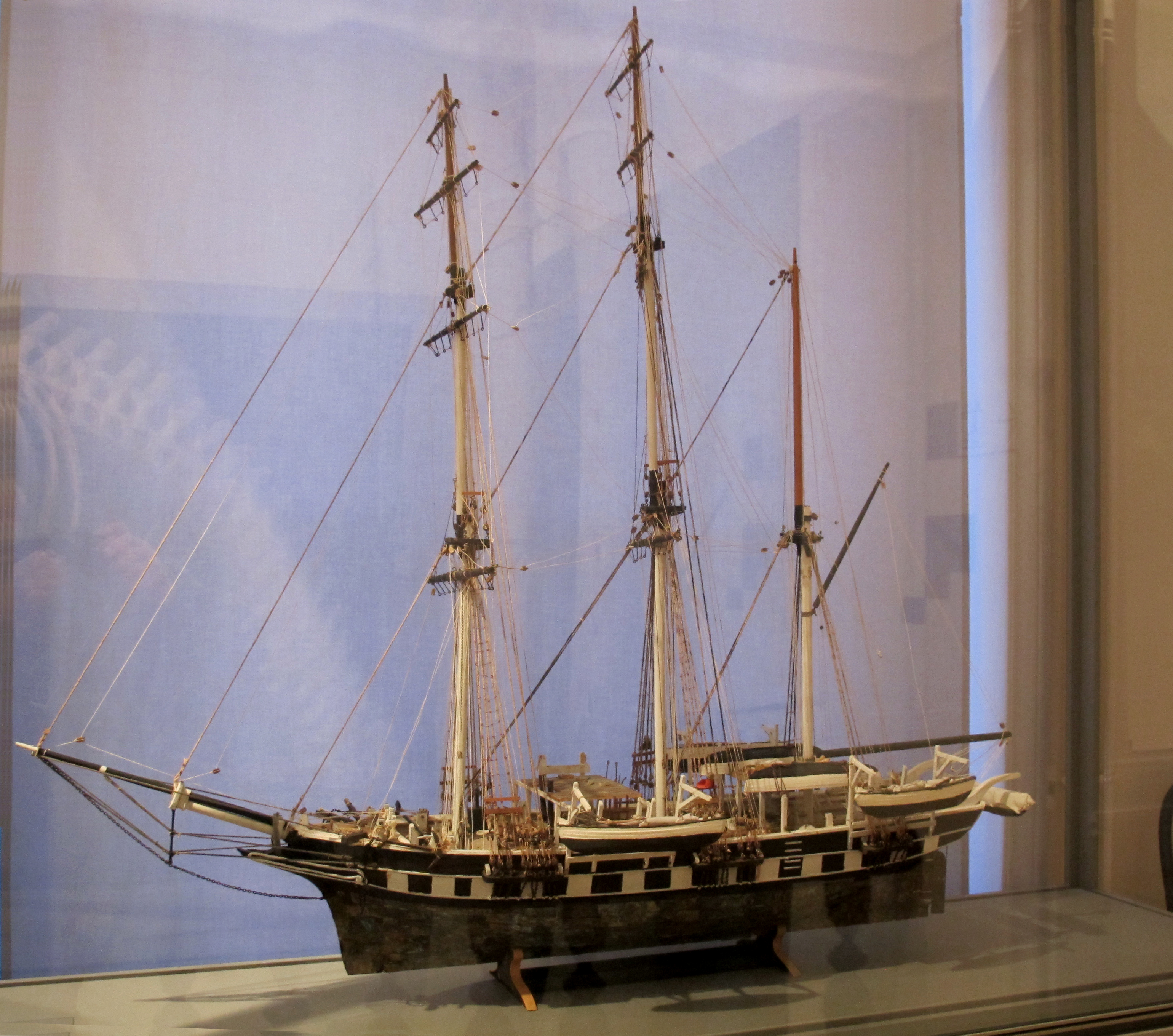
Le "Neptune". Maquette de baleinier construit en 1824 en Loire Atlantique. Chasse à la baleine pour le commerce de l'huile et des fanons. Ier étage, escalier / salle 12
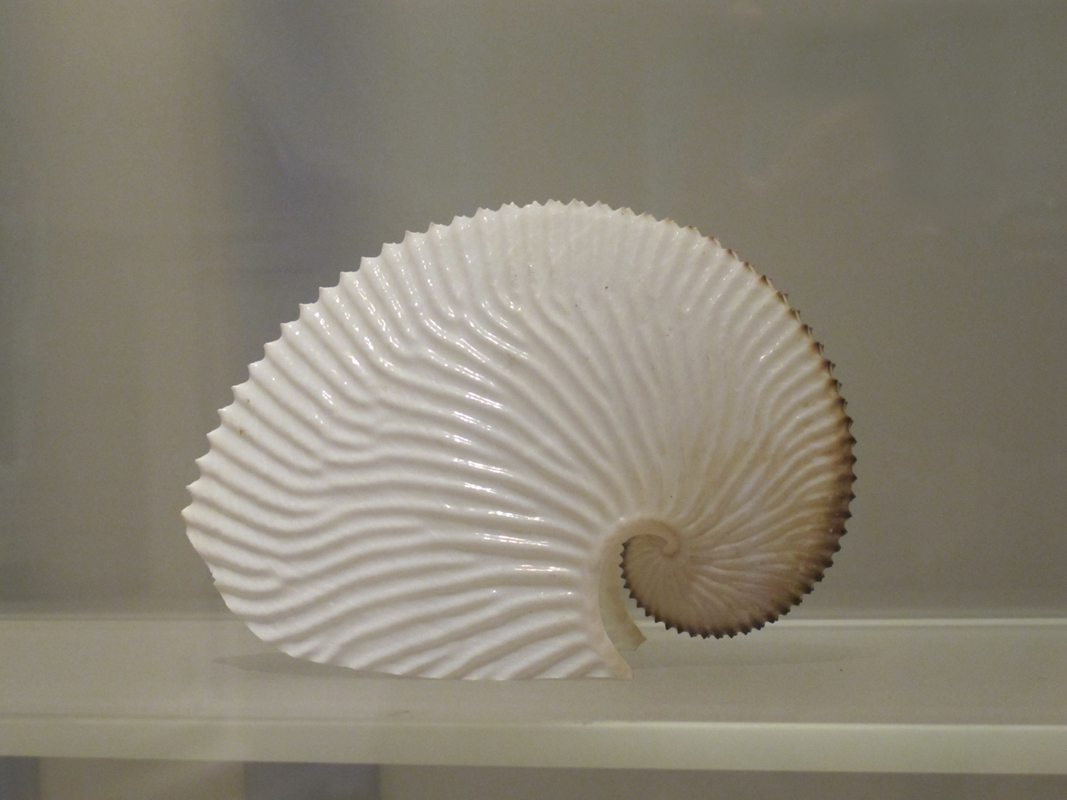
Argonauta argo. Mollusque céphalopode d'Indonésie. Ier étage, salle 12.

Sous-sol : géologie, paléontologie, minéralogie
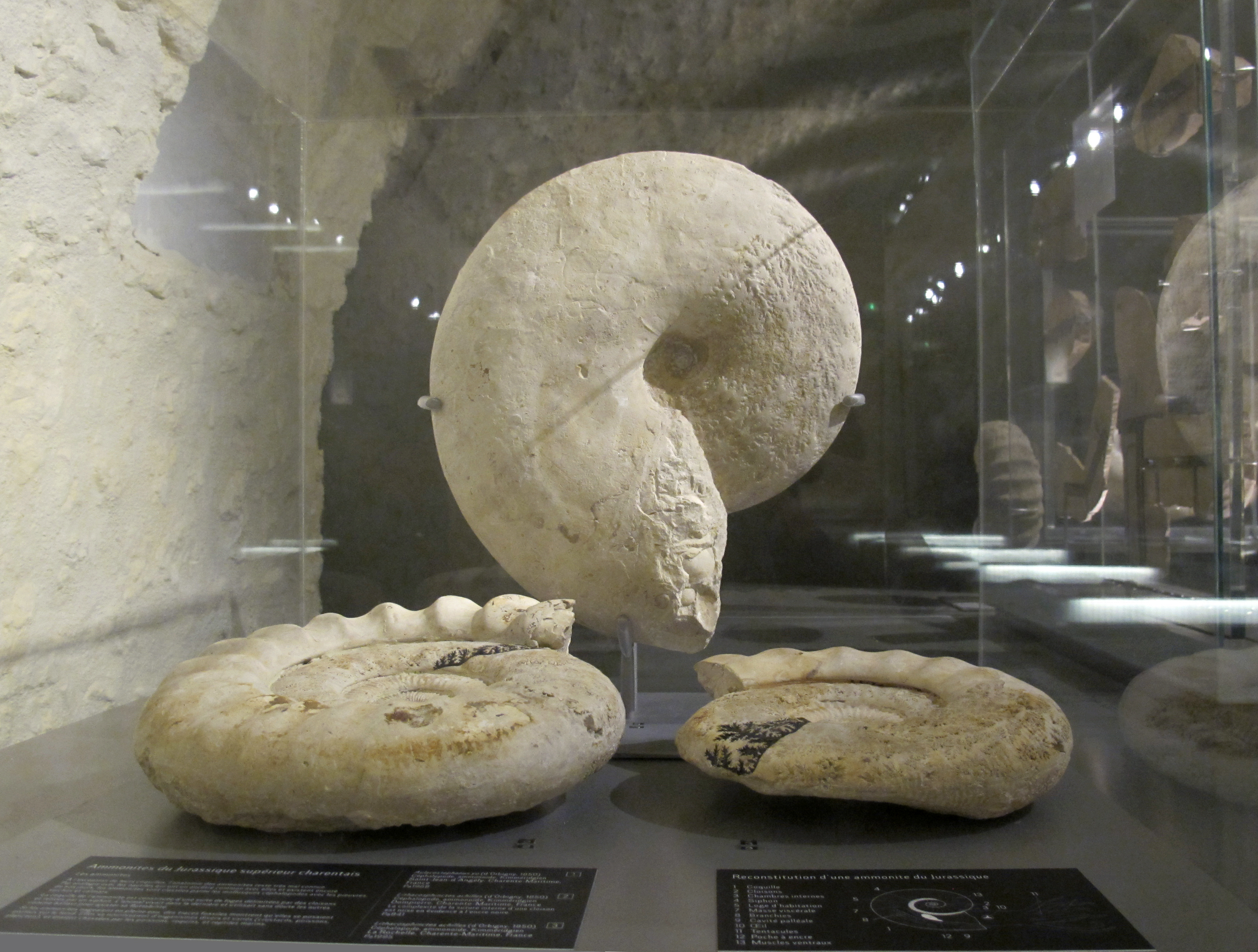
Ammonites, jurassique supérieur de Charente-Maritime. Au c.: de Saint-Jean-d'Angély; à g. : de Dompierre; à d. : de La Rochelle. Sous-sol, salle de paléontologie.
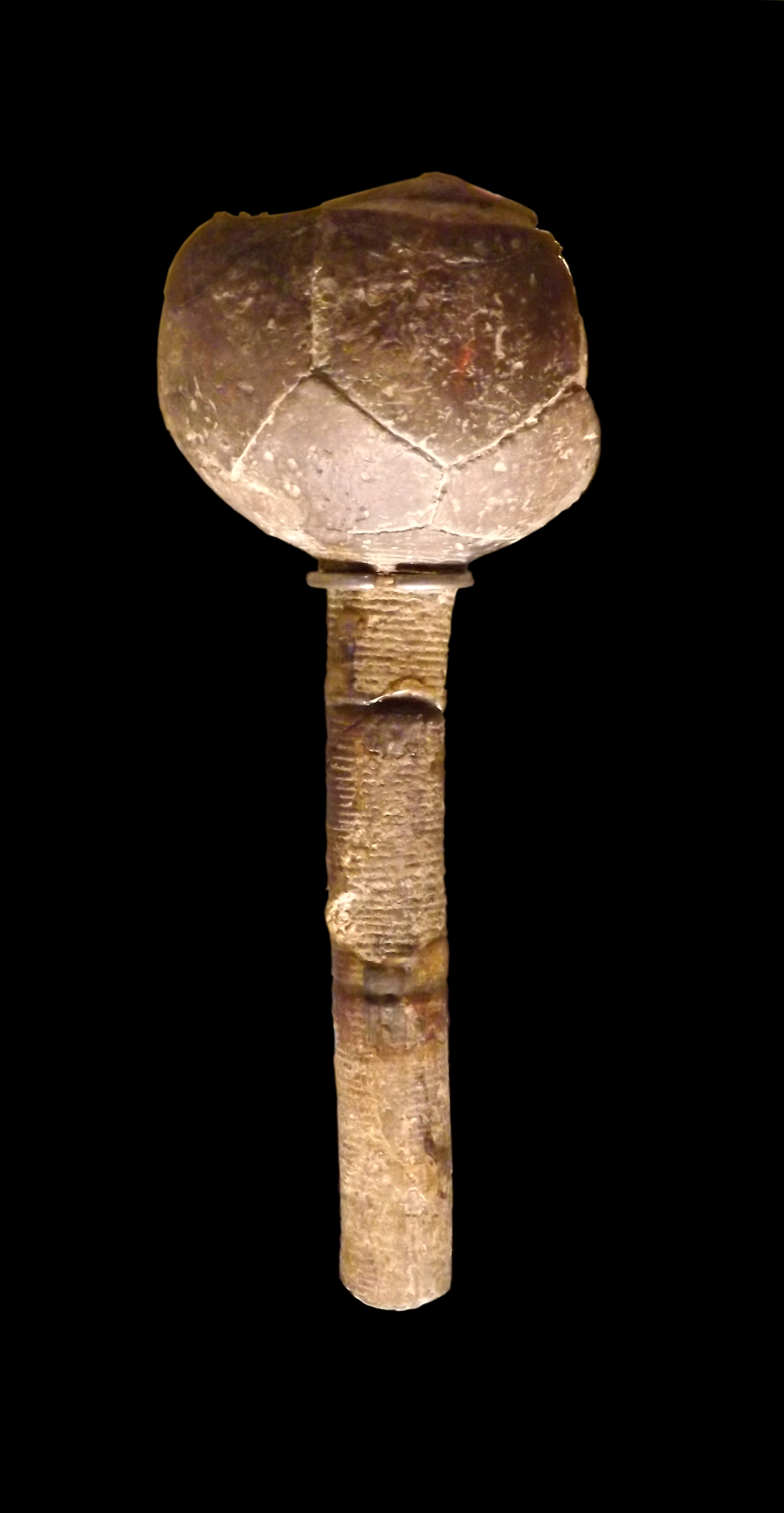
Calice d'encrine ou lys de mer. Exemplaire unique (holotype). Kimméridgien, jurassique supérieur récifal de la pointe du Chay, Angoulins. Paléontologie.
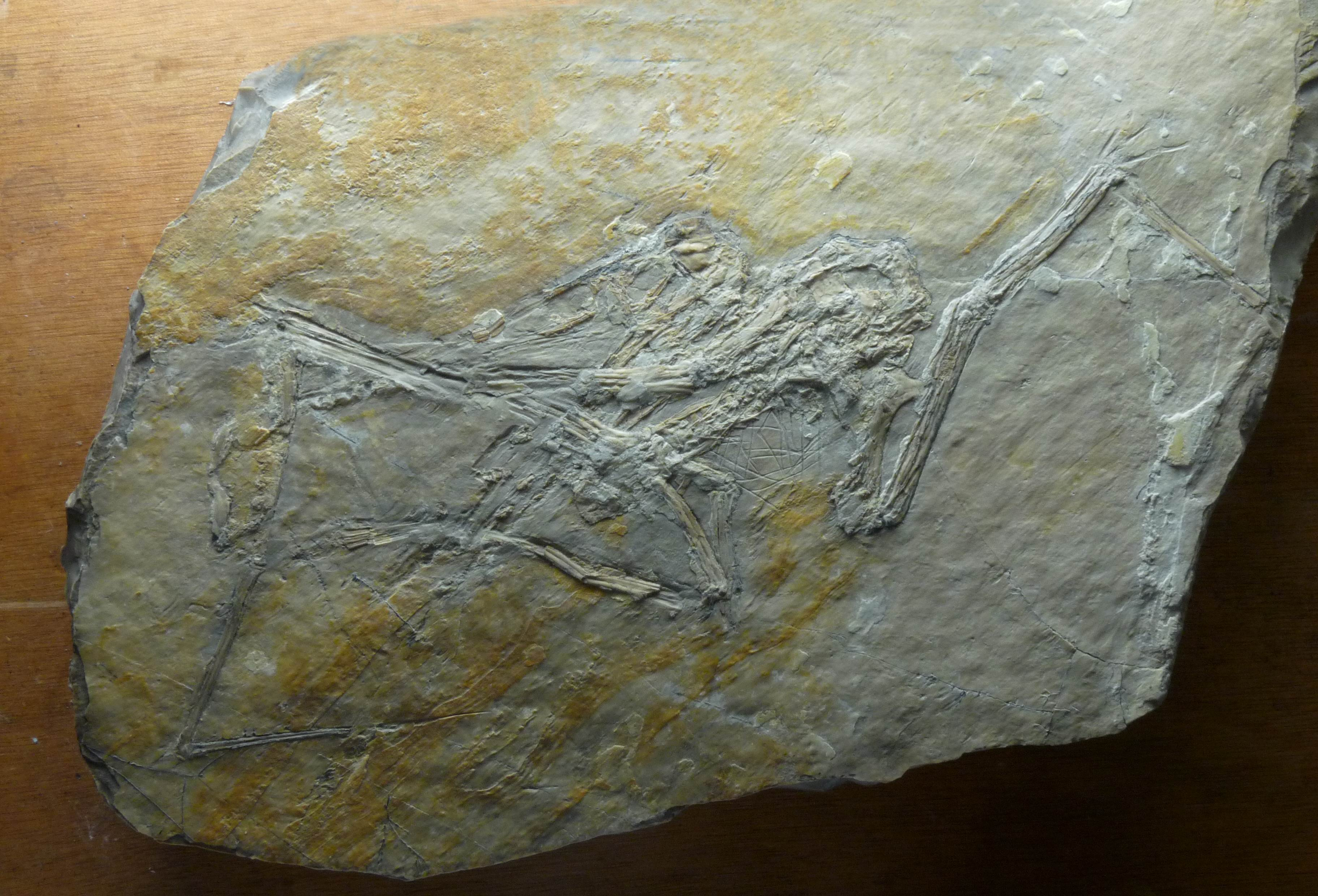
Ptérodactyle rarissime. Adulte, 58 cm d'envergure. Tithonien, 145,5 Millions d’années, provenant d'Allemagne. Achat par le Muséum entre 1872 et 1884

### Collections ethnographiques
- Au 2e étage : une collection d'archéologie présente plusieurs salles dédiées à la France mais surtout à l'histoire de l'Afrique. Cette collection couvre la Préhistoire avec les pierres taillées depuis le Paléolithique mais aussi la Protohistoire[6] avec des sculptures figuratives sahéliennes Sao du IIe avant notre ère au XIVe siècle. Quelques rares sculptures sur pierre et céramiques permettent d'évoquer l'Amérique précolombienne en Amérique centrale et du Sud[7] ;
- Aux 2e et 3e : les collections ethnographiques extra-européennes, œuvres majeures : elles concernent essentiellement l'océan Pacifique et l'Afrique. On trouve ainsi de très nombreuses pièces bien documentées et quelques-unes de toute première qualité tant sur le plan esthétique que sur le plan ethnographique en raison de l'ancienneté des collectes et de leur localisation. En particulier deux statuettes en bois : le « Moaï kava kava » bicéphale de l'île de Pâques, la statue Rongo de Mangareva[8], et un masque à cornes Kwele de la République du Congo. Quelques pièces servent de témoignages de la vie des Indiens d'Amérique du Nord et des Indiens d'Amérique du Sud. L'histoire et l'actualité de l'ethnologie sont évoquées dans des salles qui leur sont dédiées : 2e étage : salles 17, 18 et 19, et au 3e étage : salle 25 (documentaire vidéo).

Deuxième et troisième étage : anthropologie, ethnographie
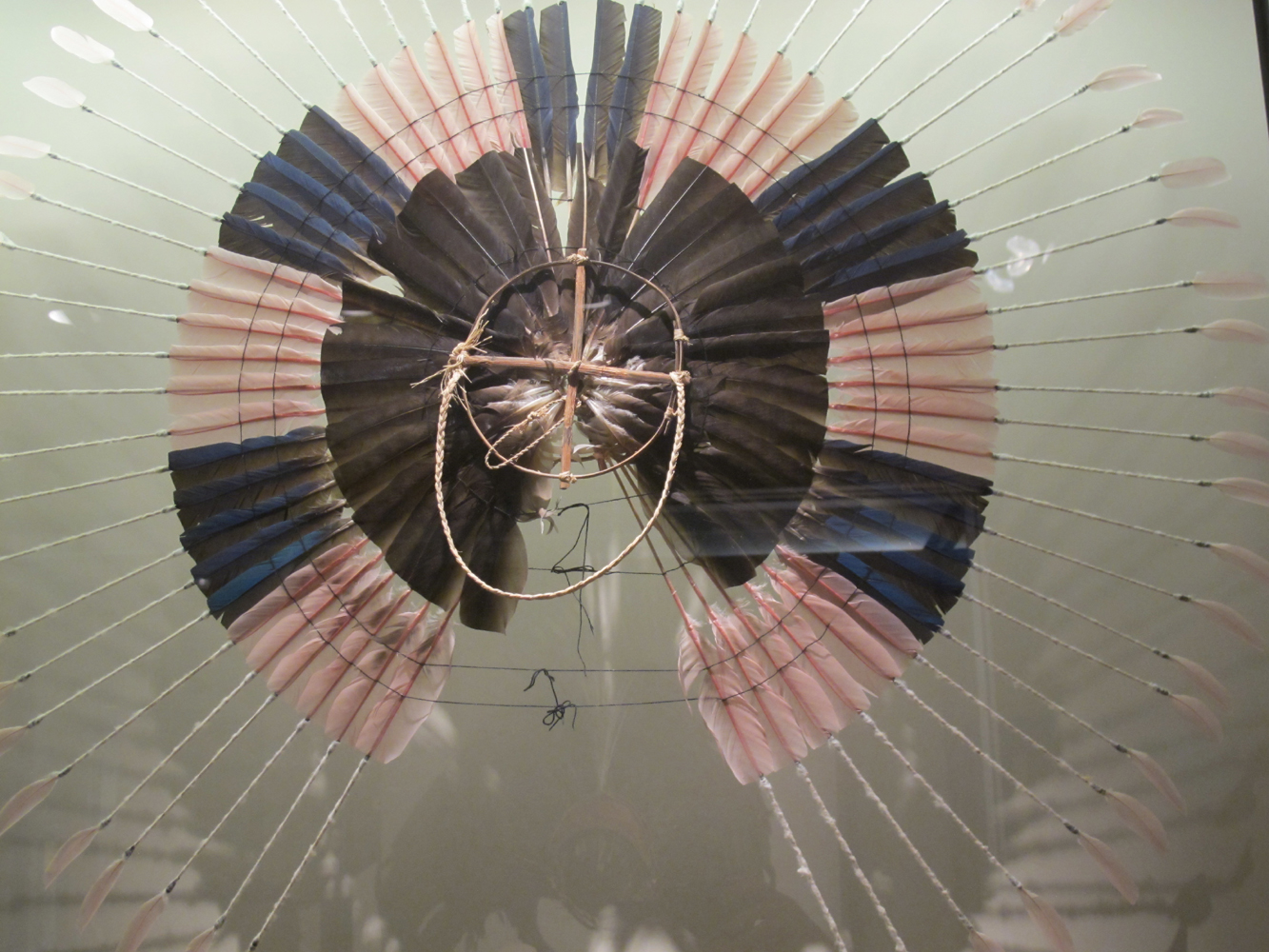
Rahareto, coiffe. Population karaja, Mato Grosso, Brésil. Bois, rotin, plumes, fibres végétales. Collecte et don Jabiru Prod, 2002. Ethnographie 2e, salle 22.
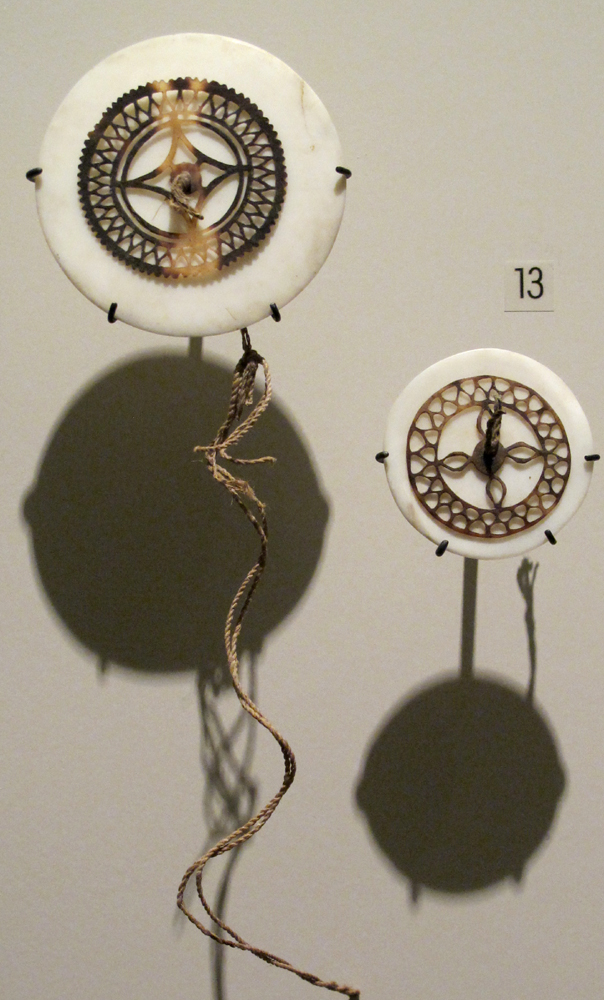
Kapkap, ornements de front réservés aux chefs de clan[9] Îles de l'Amirauté, Papouasie-Nouvelle-Guinée. Ethnographie 2e étage, salle 22.
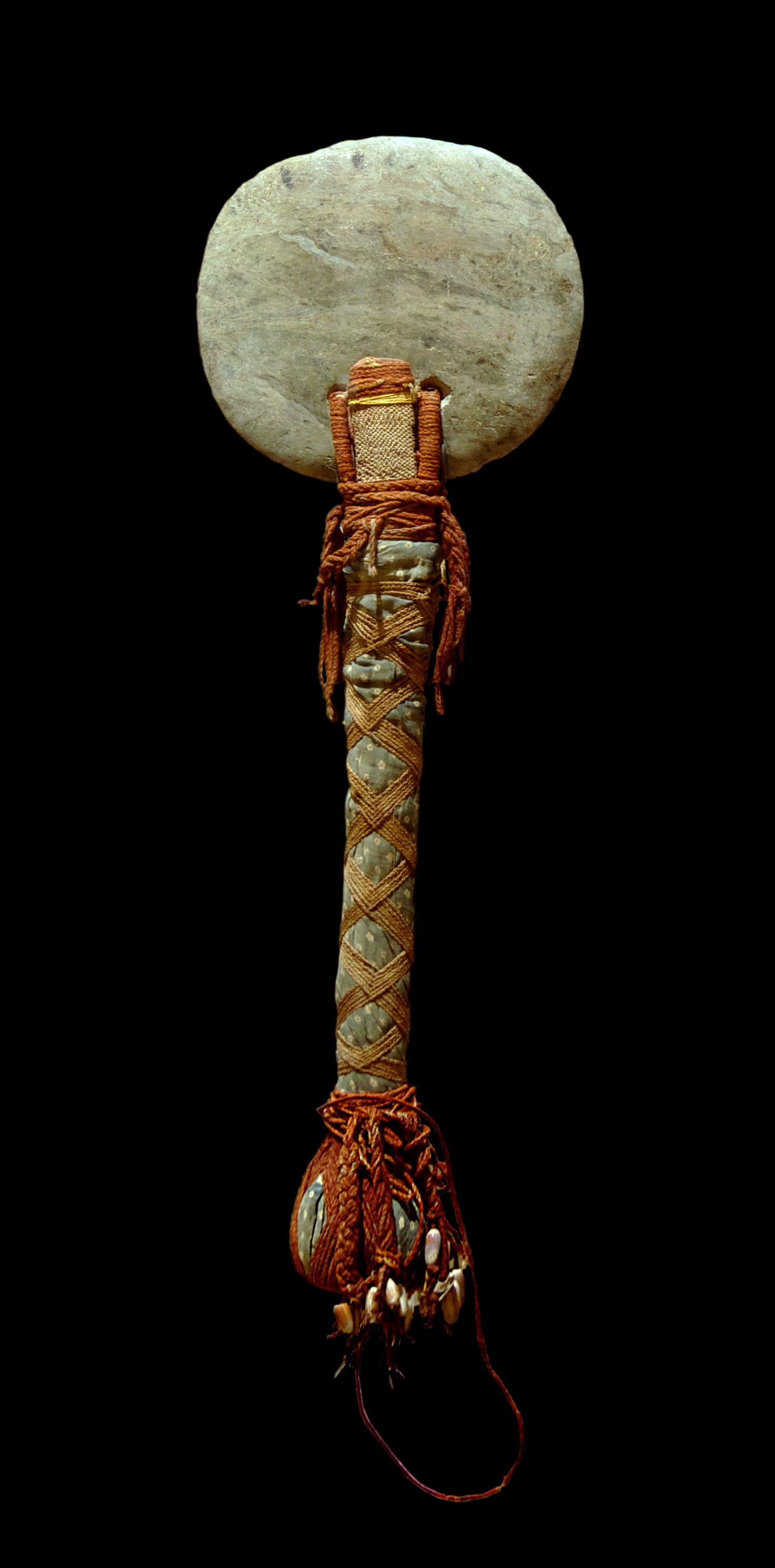
Hache cérémonielle (O'Kono), Nouvelle-Calédonie. Bois, tissu, bourre de coco, serpentine, poils de roussette[10].
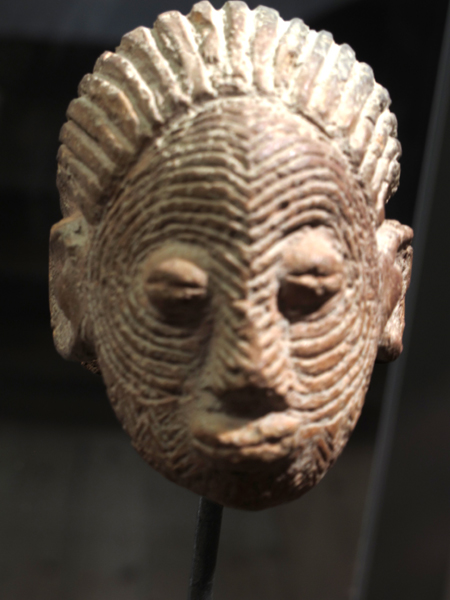
Tête Sao[11], XIIe - XIIIe siècle[12](?) Woutio, Cameroun. Terre cuite, H : 8 cm env. Archéologie, 2e, salle 20.
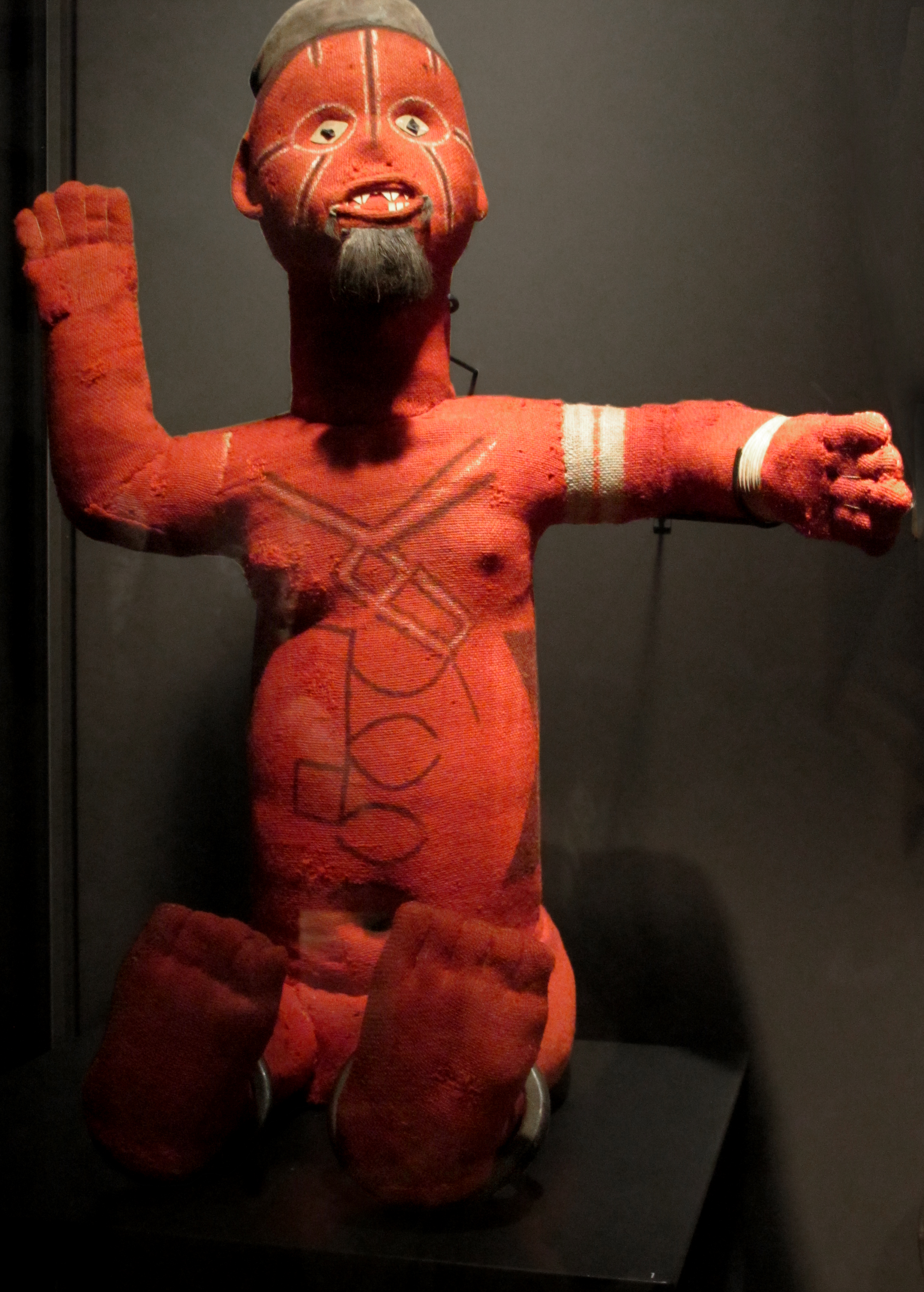
Muziri[13], population bembe[14], plateaux de la vallée du Niari. République du Congo. Tissus, rotin, fibres végétales, laiton, poils. Collecté en 1911. Ethnographie 3e, salle 25.
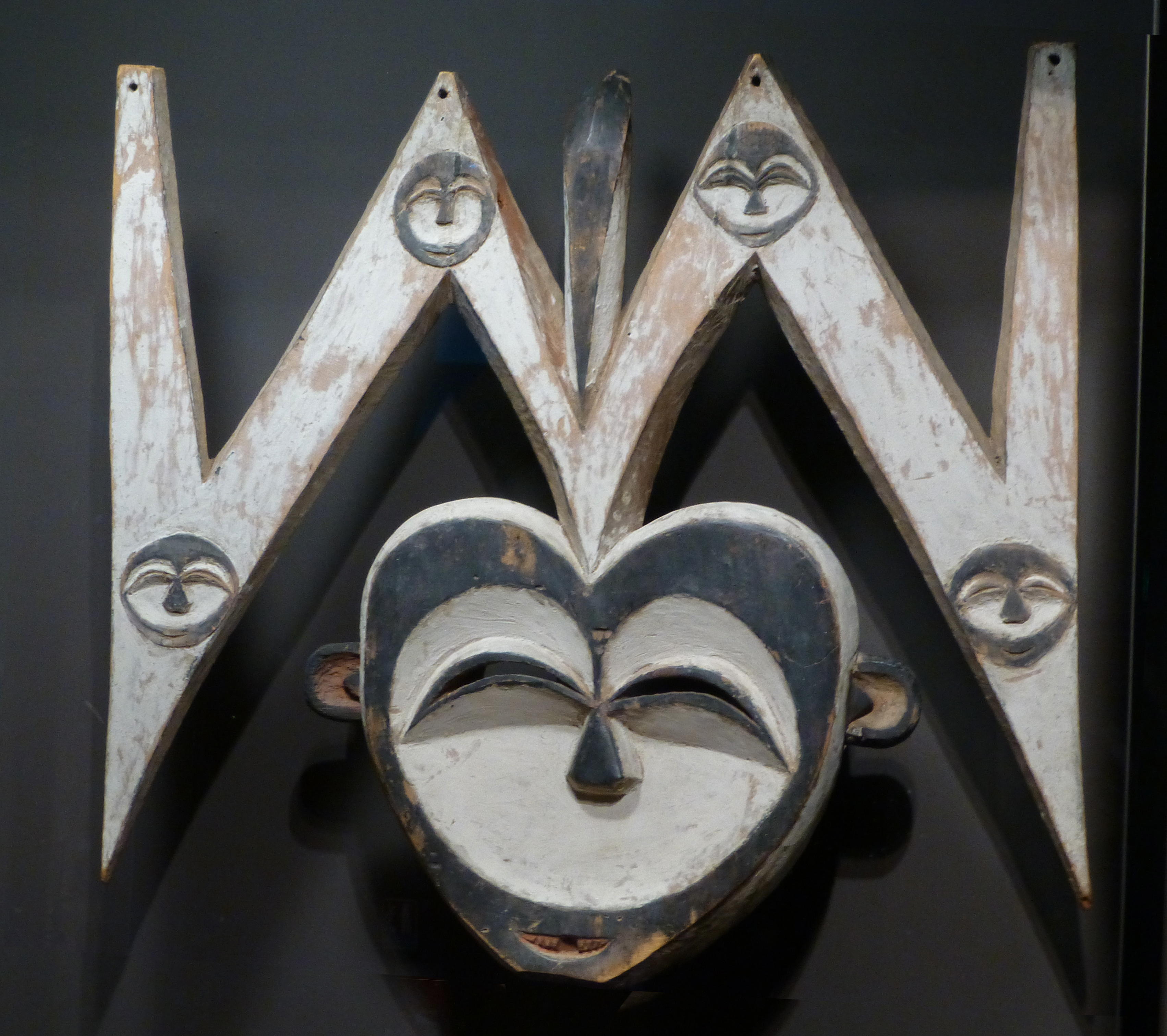
Masque, population Kwele, pigments sur bois, H. 63 cm[15]. République du Congo. Don d'A. Petit-Renaud, 1935. Ethnographie 3e, salle 25.
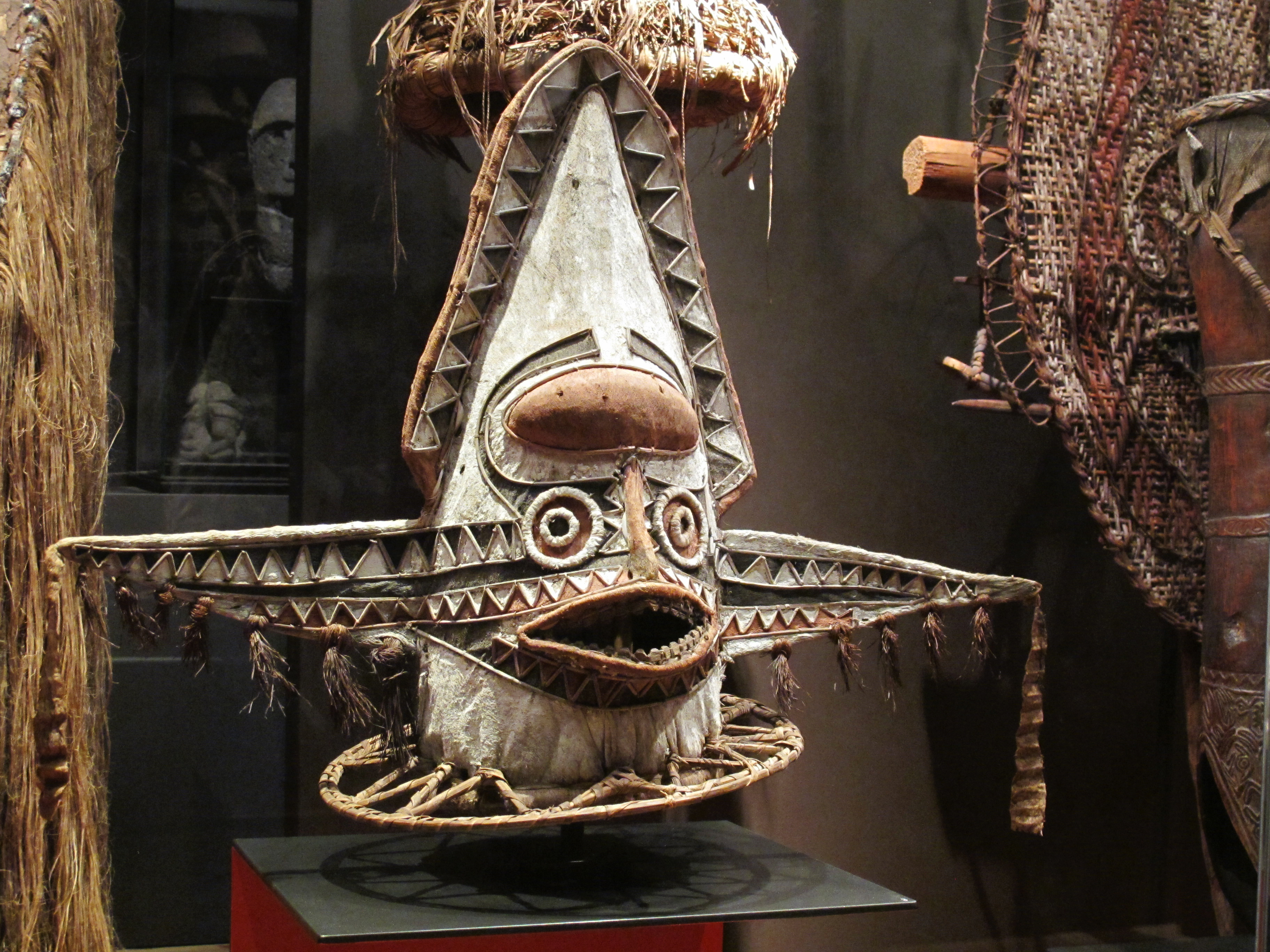
Masque kovave, population elema. Papouasie-Nouvelle-Guinée. Jonc, tapa, fibres végétales, pigments naturels. Acheté à la vente Breton-Éluard de 1931 chez Drouot. 3e. étage.
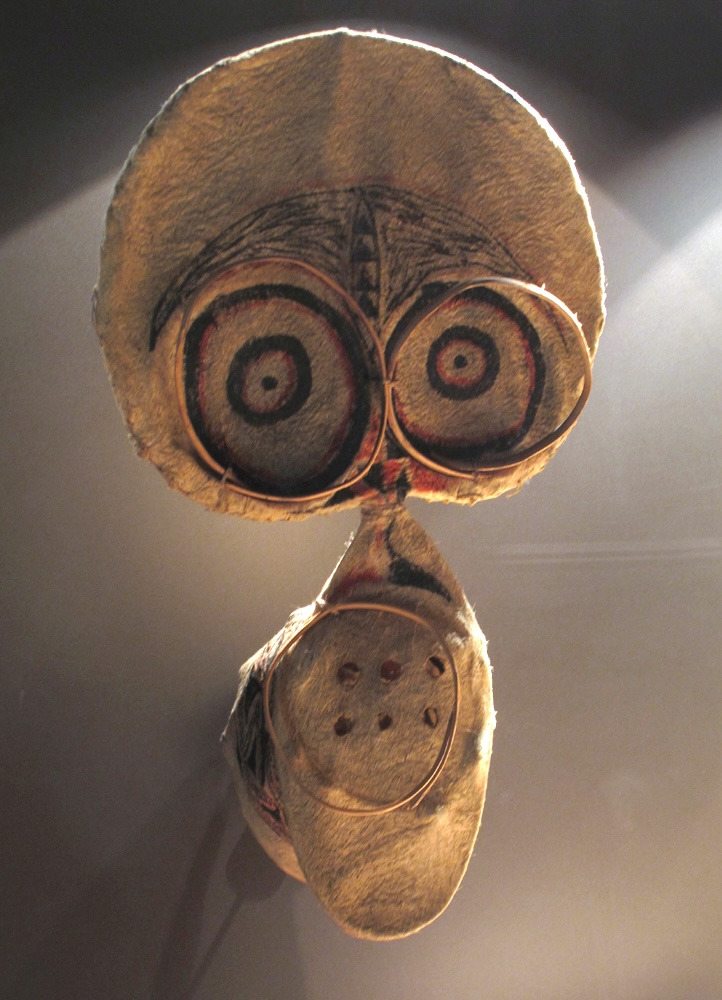
Masque kavat, population baining. Nouvelle Bretagne. Tapa, feuille, armature de rotin, pigments naturels. Papouasie-Nouvelle-Guinée. Ethnographie 3e, salle 25.
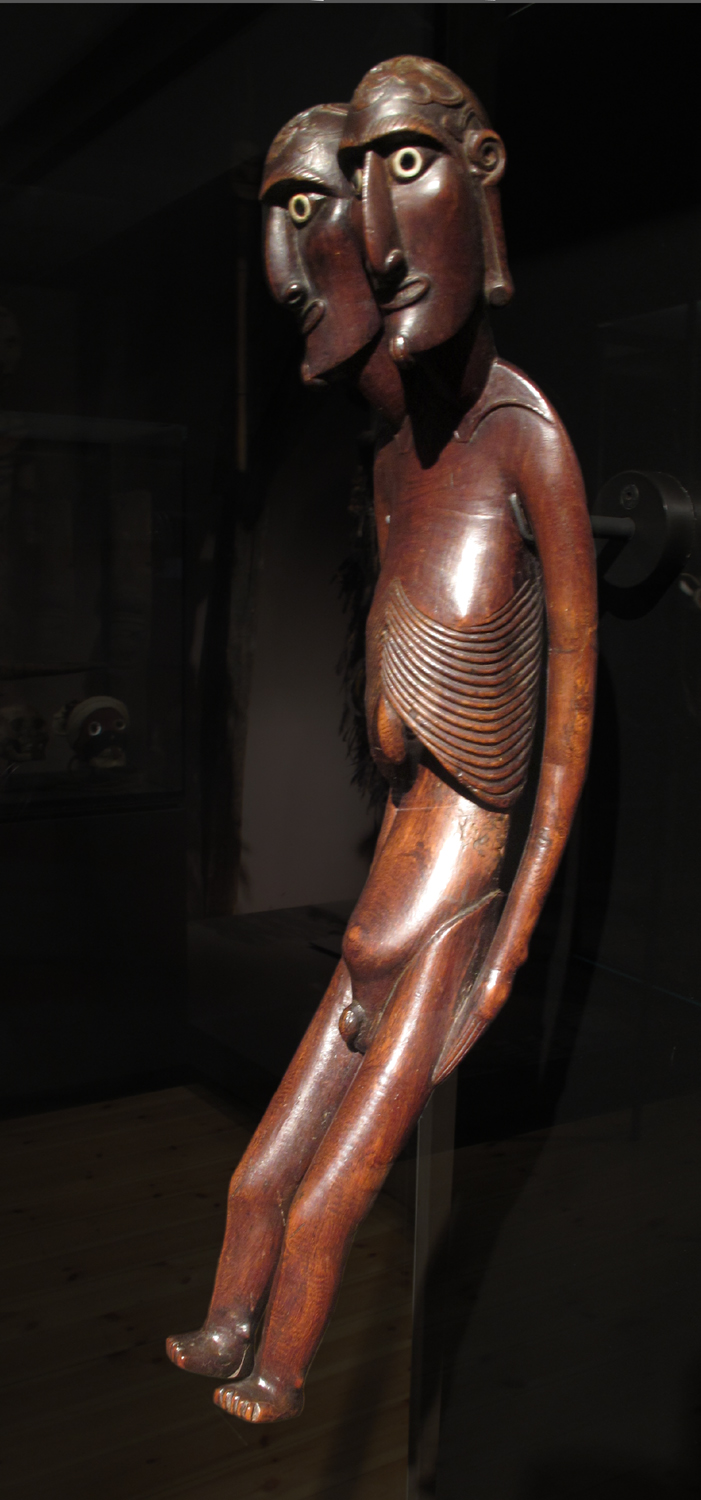
Moaï kavakava (homme à côtes)[16]. Rapa Nui (Île de Pâques). Bois, obsidienne, os d'oiseau. Collecte sur l'île en 1860. Ethnographie 3e ét. salle 25

## Inventaire du fonds colonial
Pour une période allant de 2023 à 2027, le Conseil régional de Nouvelle-Aquitaine finance un projet d'inventaire des collections d’origine subsaharienne de six musées d'histoire : musée d’Aquitaine, musée d’ethnographie de l’université de Bordeaux, musée d’Angoulême, muséum de La Rochelle, musée d'Art et d'Archéologie du Périgord, et musée Hèbre de Rochefort. Intitulé Anada (Afriques-Nouvelle-Aquitaine : décolonisation des arts), le projet est coordonné par l'enseignante-chercheuse Sophie Chave-Dartoen, également directrice du Musée d’ethnographie de Bordeaux.
Avec 5 500 pièces, dont 2 500 provenant d’Afrique, la collection appelée « Les Ailleurs » du Muséum de La Rochelle est la deuxième de France après celle du Musée du Quai Branly. Ce patrimoine colonial est principalement issu des campagnes militaires ou de traite négrière, et des missions religieuses et ethnographiques. Souvent arrivées en France sur la base de « relations dissymétriques », certaines de ces pièces peuvent éventuellement faire l'objet d'une restitution officielle si elles sont réclamées par les anciennes colonies. À ce jour, les seules objets à avoir été restitués sont des restes humains, dont une tête maorie, rendue à la Nouvelle-Zélande en 2012.
La première phase du projet régional consiste à enquêter pour établir les provenances des collections originaires d’Afrique, puis dans un second temps, d'identifier les œuvres problématiques ou importantes du point de vue des communautés et des États d’origine. Devant l'ampleur de la tâche, la priorité est donnée aux collections provenant du Cameroun, du Gabon, du Burkina Faso et de la Côte d’Ivoire, partenaires avec lesquels différentes opérations sont déjà en cours.

## Bibliothèque
Une bibliothèque dédiée aux sciences naturelles et à l'ethnographie comprend plus de 45000 titres et est accessible au public selon certaines conditions.

## Fréquentation
| 2001   | 2002   | 2003   | 2004  | 2005  | 2006  | 2007   | 2008   | 2009   | 2010   | 2011   | 2012   | 2013   | 2014   | 2015   | 2016   |
| ------ | ------ | ------ | ----- | ----- | ----- | ------ | ------ | ------ | ------ | ------ | ------ | ------ | ------ | ------ | ------ |
| 38 556 | 21 818 | 17 746 | fermé | fermé | fermé | 10 549 | 45 550 | 39 618 | 41 676 | 40 412 | 54 018 | 38 840 | 44 972 | 52 526 | 50 641 |